# Flèche brabançonne
Pour les articles homonymes, voir Brabançonne.
Cet article concerne la course masculine. Pour la course féminine, voir Flèche brabançonne féminine.
La Flèche brabançonne (en néerlandais : De Brabantse Pijl) est une course cycliste disputée en Belgique dans les provinces du Brabant flamand et du Brabant wallon.
Le départ est donné à Louvain. Après un parcours dans la banlieue verte de Bruxelles, l'épreuve passe par Beersel, Alsemberg, Rhode-Saint-Genèse. La course se termine par quatre circuits locaux comportant plusieurs côtes à Overijse.
Depuis 2010, la course a lieu en avril le mercredi suivant Paris-Roubaix et fait la jonction entre les classiques flandriennes et ardennaises, ainsi qu'entre Flandre et Wallonie à travers l'ancienne province transrégionale de Brabant. Auparavant, il s'agissait pour les coureurs d'une bonne préparation au Tour des Flandres car elle se courait une semaine avant celui-ci. Trois coureurs ont d'ailleurs remporté le Tour des Flandres la même année que la Flèche brabançonne : Michel Pollentier en 1980, Edwig Van Hooydonck en 1991 et Johan Museeuw en 1998.
Disputée depuis 1961, elle compte quelques vainqueurs prestigieux. Elle est promue 1.HC à partir de 2011.

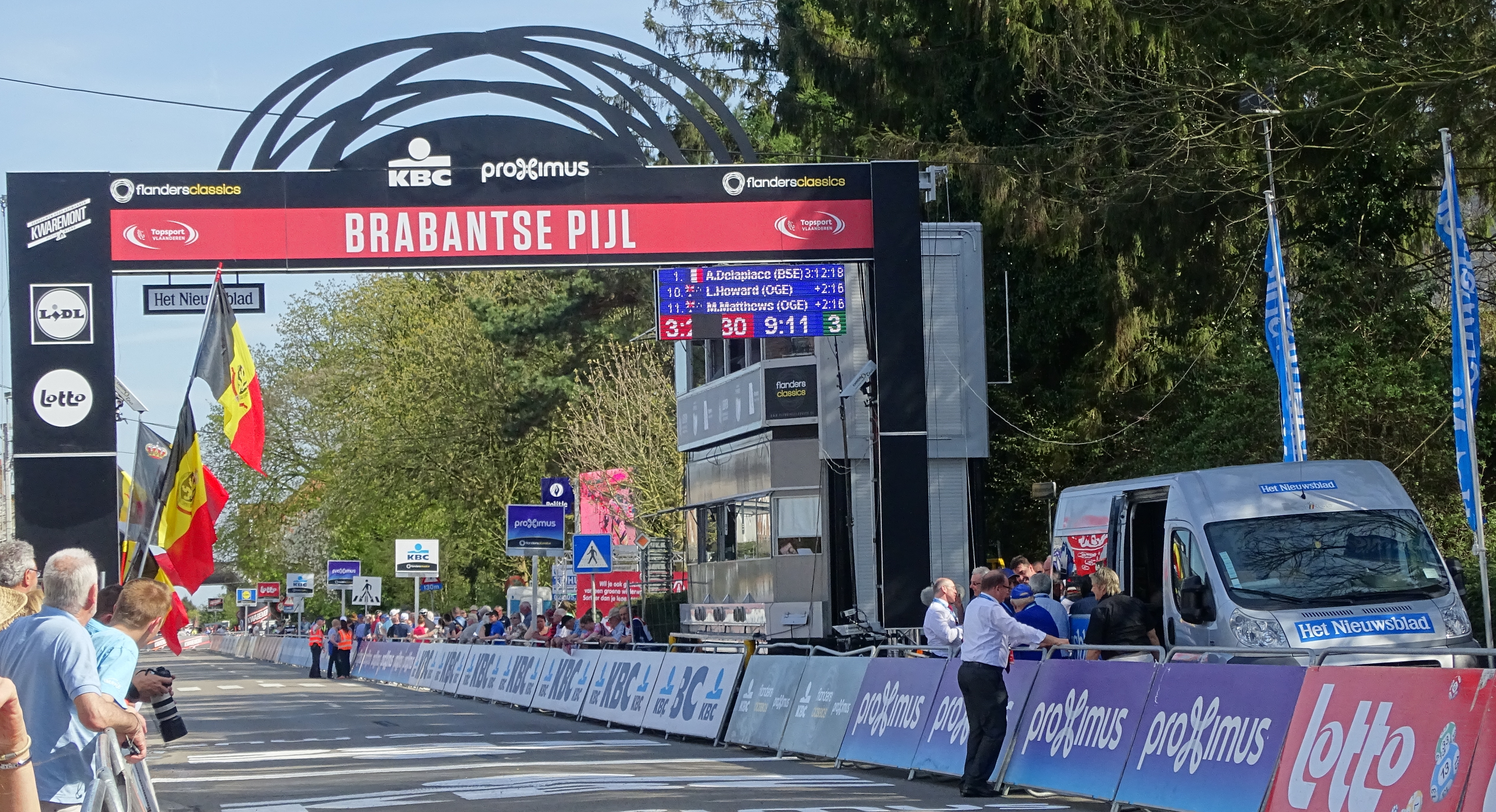
Arrivée à Overijse, 2015

En 2020, elle intègre l'UCI ProSeries, le deuxième niveau du cyclisme international. Cette édition a lieu exceptionnellement en octobre en raison de la pandémie de Covid-19.
Le Belge Edwig Van Hooydonck détient le record de victoires avec quatre succès.

## Palmarès

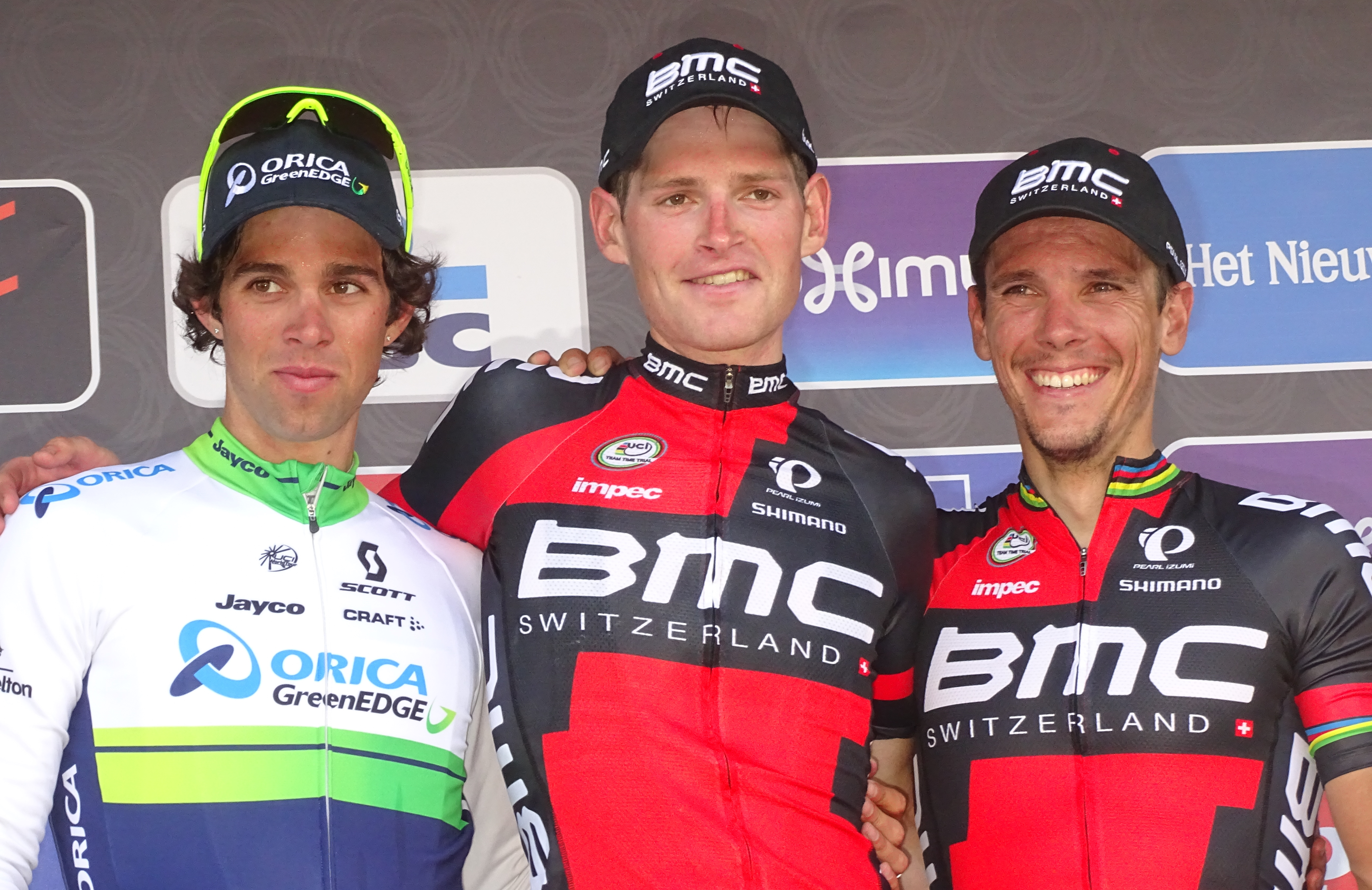
Podium de l'édition 2015 de la Flèche brabançonne : Michael Matthews (2e), Ben Hermans (1er) et Philippe Gilbert (3e).

| Année | Vainqueur            | Deuxième                   | Troisième           |
| ----- | -------------------- | -------------------------- | ------------------- |
| 1961  | Pino Cerami          | Michel Van Aerde           | Willy Schroeders    |
| 1962  | Ludo Janssens        | Robert De Middeleir        | Raymond Impanis     |
| 1963  | Joseph Wouters       | Émile Daems                | Gustaaf De Smet     |
| 1964  | Arnaldo Pambianco    | Yvo Molenaers              | Victor Van Schil    |
| 1965  | Willy Bocklant       | Georges Van Coningsloo     | Piet Rentmeester    |
| 1966  | Jan Janssen          | Bas Maliepaard             | Jos van der Vleuten |
| 1967  | Roger Rosiers        | Jan Lauwers                | Emile Coppens       |
| 1968  | Victor Van Schil     | Willy Van Neste            | Eddy Beugels        |
| 1969  | Willy In 't Ven      | Jos van der Vleuten        | Willy Monty         |
| 1970  | Herman Vanspringel   | Victor Van Schil           | Georges Pintens     |
| 1971  | Joseph Spruyt        | Eddy Merckx                | Roger De Vlaeminck  |
| 1972  | Eddy Merckx          | Herman Vanspringel         | Roger Swerts        |
| 1973  | Johan De Muynck      | Victor Van Schil           | Herman Vanspringel  |
| 1974  | Herman Vanspringel   | Frans Verbeeck             | Freddy Maertens     |
| 1975  | Willem Peeters       | Michel Pollentier          | Gerrie Knetemann    |
| 1976  | Freddy Maertens      | Eddy Merckx                | Frans Verbeeck      |
| 1977  | Frans Verbeeck       | Gerrie Knetemann           | Willy Teirlinck     |
| 1978  | Marcel Laurens       | Herman Vanspringel         | Ludo Peeters        |
| 1979  | Daniel Willems       | Gerrie Knetemann           | Eddy Schepers       |
| 1980  | Michel Pollentier    | Sean Kelly                 | Alfons van Katwijk  |
| 1981  | Roger De Vlaeminck   | Guido Van Calster          | Johnny Broers       |
| 1982  | Claude Criquielion   | Eddy Planckaert            | Ronny Van Holen     |
| 1983  | Eddy Planckaert      | Rudy Matthijs              | Alfons De Wolf      |
| 1984  | Ronny Van Holen      | Theo de Rooij              | Paul Haghedooren    |
| 1985  | Adrie van der Poel   | Jean-Marie Wampers         | Laurent Fignon      |
| 1986  | Johan van der Velde  | Eddy Planckaert            | Theo de Rooij       |
| 1987  | Edwig Van Hooydonck  | Peter Harings              | Jean-Marie Wampers  |
| 1988  | Johan Capiot         | Jean-Philippe Vandenbrande | Rolf Gölz           |
| 1989  | Johan Capiot         | Adrie van der Poel         | Dirk De Wolf        |
| 1990  | Frans Maassen        | Johan Capiot               | Noël Segers         |
| 1991  | Edwig Van Hooydonck  | Dirk De Wolf               | Maurizio Fondriest  |
| 1992  | Johan Capiot         | Paul Haghedooren           | Mario De Clercq     |
| 1993  | Edwig Van Hooydonck  | Franco Ballerini           | Andreï Tchmil       |
| 1994  | Michele Bartoli      | Maarten den Bakker         | Gianni Bugno        |
| 1995  | Edwig Van Hooydonck  | Alexander Gontchenkov      | Dimitri Konyshev    |
| 1996  | Johan Museeuw        | Edwig Van Hooydonck        | Gianluca Pianegonda |
| 1997  | Gianluca Pianegonda  | Maarten den Bakker         | Michael Boogerd     |
| 1998  | Johan Museeuw        | Germano Pierdomenico       | Michael Boogerd     |
| 1999  | Michele Bartoli      | Michael Boogerd            | Daniele Nardello    |
| 2000  | Johan Museeuw        | Nico Mattan                | Rolf Sørensen       |
| 2001  | Michael Boogerd      | Scott Sunderland           | Axel Merckx         |
| 2002  | Fabien De Waele      | Erwin Thijs                | Chris Peers         |
| 2003  | Michael Boogerd      | Óscar Freire               | Luca Paolini        |
| 2004  | Luca Paolini         | Michael Boogerd            | Nico Sijmens        |
| 2005  | Óscar Freire         | Marc Lotz                  | Axel Merckx         |
| 2006  | Óscar Freire         | Karsten Kroon              | Nick Nuyens         |
| 2007  | Óscar Freire         | Nick Nuyens                | Kim Kirchen         |
| 2008  | Sylvain Chavanel     | Philippe Gilbert           | Juan Antonio Flecha |
| 2009  | Anthony Geslin       | Jérôme Pineau              | Fabian Wegmann      |
| 2010  | Sébastien Rosseler   | Thomas De Gendt            | Jurgen Van de Walle |
| 2011  | Philippe Gilbert     | Björn Leukemans            | Anthony Geslin      |
| 2012  | Thomas Voeckler      | Óscar Freire               | Pieter Serry        |
| 2013  | Peter Sagan          | Philippe Gilbert           | Björn Leukemans     |
| 2014  | Philippe Gilbert     | Michael Matthews           | Tony Gallopin       |
| 2015  | Ben Hermans          | Michael Matthews           | Philippe Gilbert    |
| 2016  | Petr Vakoč           | Enrico Gasparotto          | Tony Gallopin       |
| 2017  | Sonny Colbrelli      | Petr Vakoč                 | Tiesj Benoot        |
| 2018  | Tim Wellens          | Sonny Colbrelli            | Tiesj Benoot        |
| 2019  | Mathieu van der Poel | Julian Alaphilippe         | Tim Wellens         |
| 2020  | Julian Alaphilippe   | Mathieu van der Poel       | Benoît Cosnefroy    |
| 2021  | Tom Pidcock          | Wout van Aert              | Matteo Trentin      |
| 2022  | Magnus Sheffield     | Benoît Cosnefroy           | Warren Barguil      |
| 2023  | Dorian Godon         | Ben Healy                  | Benoît Cosnefroy    |
| 2024  | Benoît Cosnefroy     | Dylan Teuns                | Tim Wellens         |
| 2025  | Remco Evenepoel      | Wout van Aert              | António Morgado     |

### Vainqueurs multiples
| Victoires | Coureur             | Nationalité | Années                 |
| --------- | ------------------- | ----------- | ---------------------- |
| 4         | Edwig Van Hooydonck | Belgique    | 1987, 1991, 1993, 1995 |
| 3         | Johan Capiot        | Belgique    | 1988, 1989, 1992       |
| 3         | Johan Museeuw       | Belgique    | 1996, 1998, 2000       |
| 3         | Óscar Freire        | Espagne     | 2005, 2006, 2007       |
| 2         | Herman Van Springel | Belgique    | 1970, 1974             |
| 2         | Michele Bartoli     | Italie      | 1994, 1999             |
| 2         | Michael Boogerd     | Pays-Bas    | 2001, 2003             |
| 2         | Philippe Gilbert    | Belgique    | 2011, 2014             |

### Victoires par pays
| Rang | Pays        | Victoire(s) |
| ---- | ----------- | ----------- |
| 1.   | Belgique    | 39          |
| 2.   | Pays-Bas    | 7           |
| 3.   | Italie      | 6           |
| 3.   | France      | 6           |
| 5.   | Espagne     | 3           |
| 6.   | Slovaquie   | 1           |
| 6.   | Tchéquie    | 1           |
| 6.   | Royaume-Uni | 1           |
| 6.   | États-Unis  | 1           |